# Casa Filstich-Plecker din Brașov
Casa Filstich-Plecker din Brașov este un monument istoric aflat pe teritoriul municipiului Brașov. În Repertoriul Arheologic Național, monumentul apare cu codul 40205.234.

## Localizare
Casele Filstich-Plecker se află în Piața Sfatului din Brașov, pe latura sud-vestică (așa numitul „Șirul Botelor”).

## Istoric

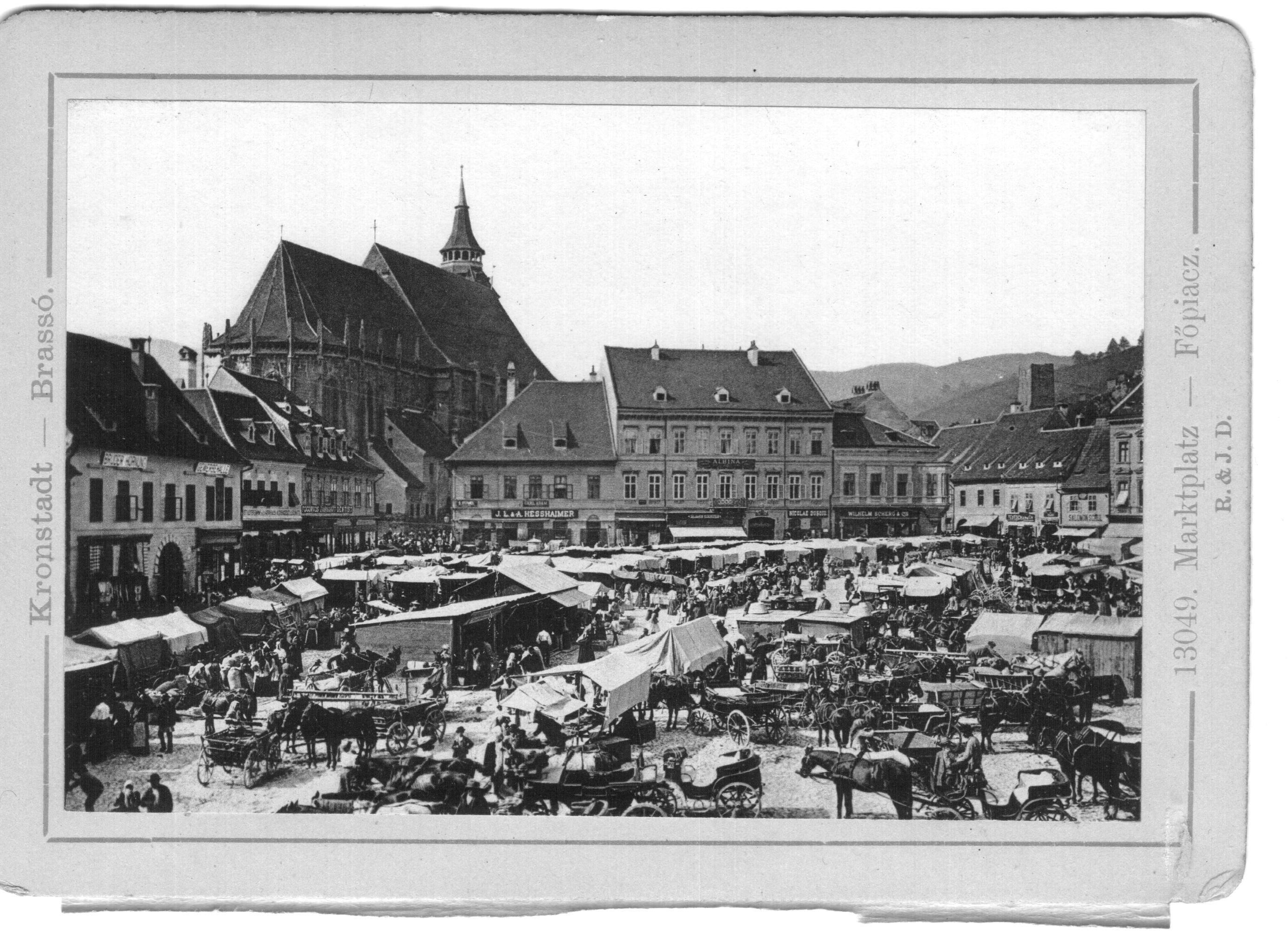
Piața Sfatului, Casa Filstich-Plecker și Biserica Neagră (cca 1900)

În evul mediu, aici a existat o capelă dedicată Sfântului Laurențiu.
Casele Filstich-Plecker au fost construite în secolul al XVI-lea, ca locuințe ale patricienilor sași (familia Filstich și familia Plecker von Pleckersfeld). Unul din membrii familiei Filstich a fost primarul Stephan Filstich, tatăl rectorului Johann Filstich (1684-1743).
Imobilele au fost distruse în marele incendiu din anul 1689, și refăcute la începutul secolului al XVIII-lea în stil renascentist. Casele au fost extinse între anii 1827–1828.
În casa Filstich a funcționat în perioada 1843-1948 firma și magazinul familiei Hessheimer, Zum weißen Löwen.
Între anii 1835-1841 Casa Plecker a găzduit Casina română din Brașov și filiala Băncii Albina (1886–1948).
După instalarea regimului comunist, casele au fost naționalizate și divizate în apartamente mici. La parter s-a deschis magazinul Carpați. Fațadele clădirilor au fost modificate.
În prezent clădirile găzduiesc organizații, bănci, magazine etc. În casa Filstich se află librăria și editura Aldus.

## Galerie de imagini

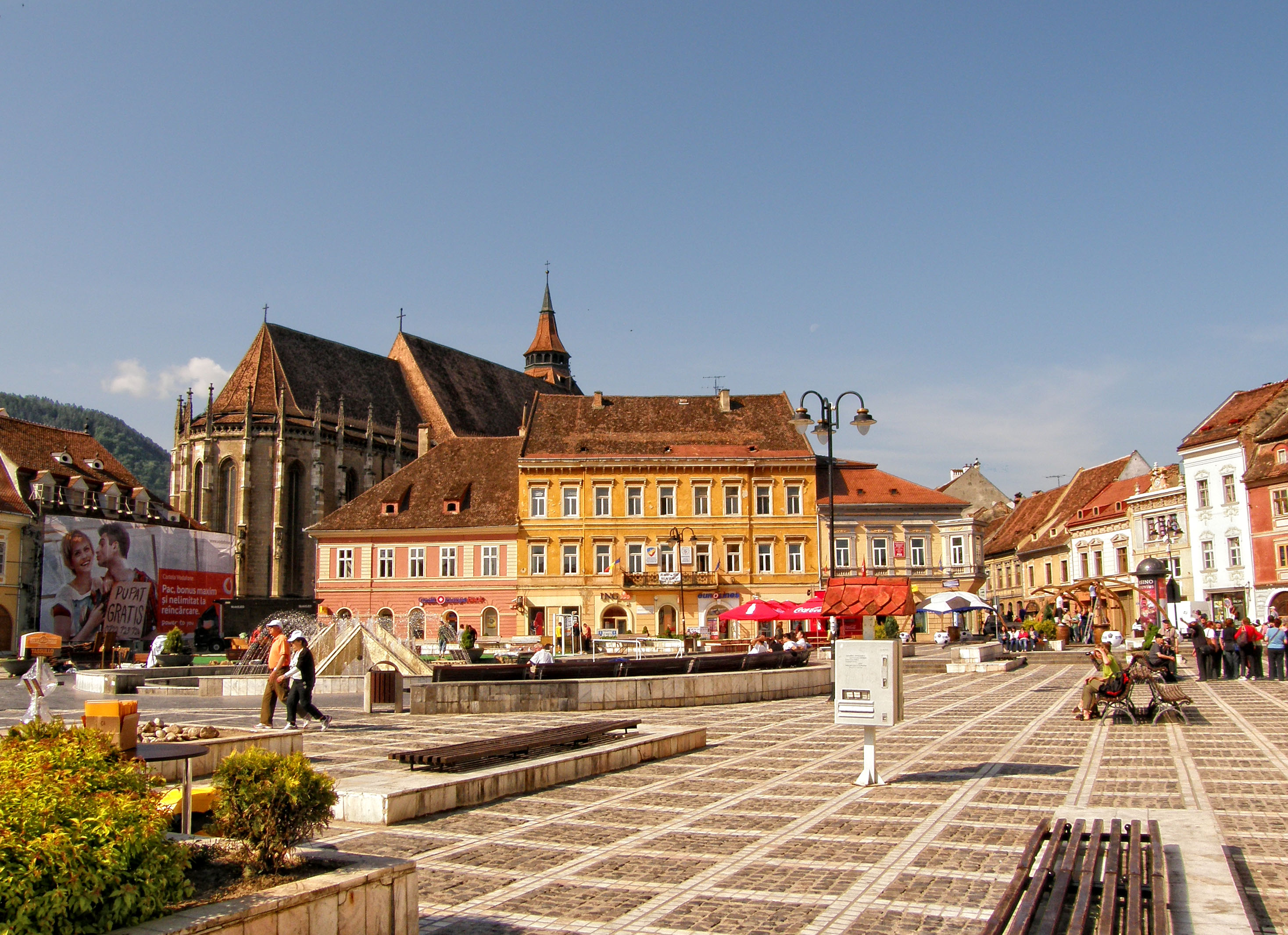
Piața Sfatului și Casa Filstich-Plecker
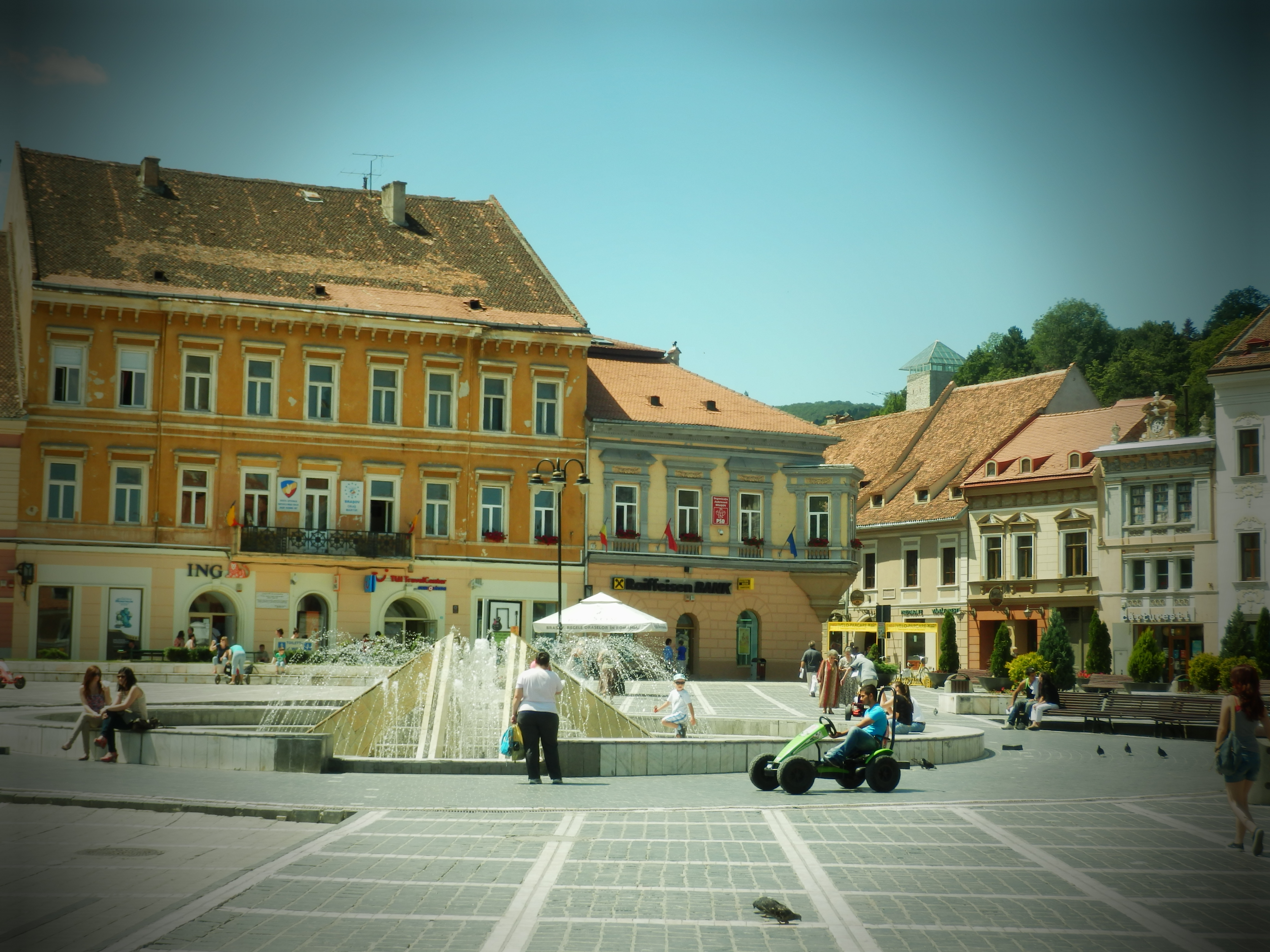
Casa Plecker
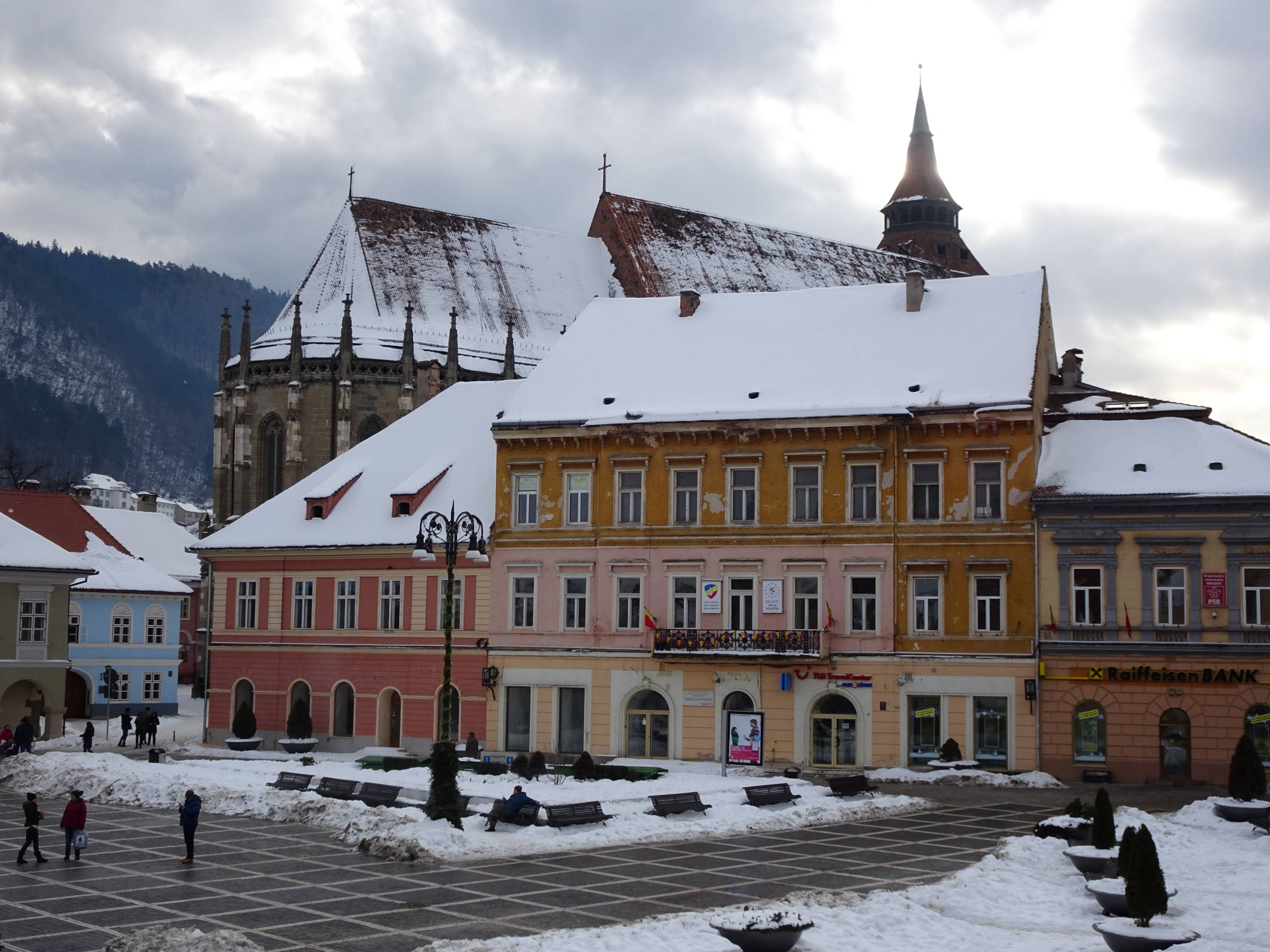
Casa Filstich-Plecker iarna
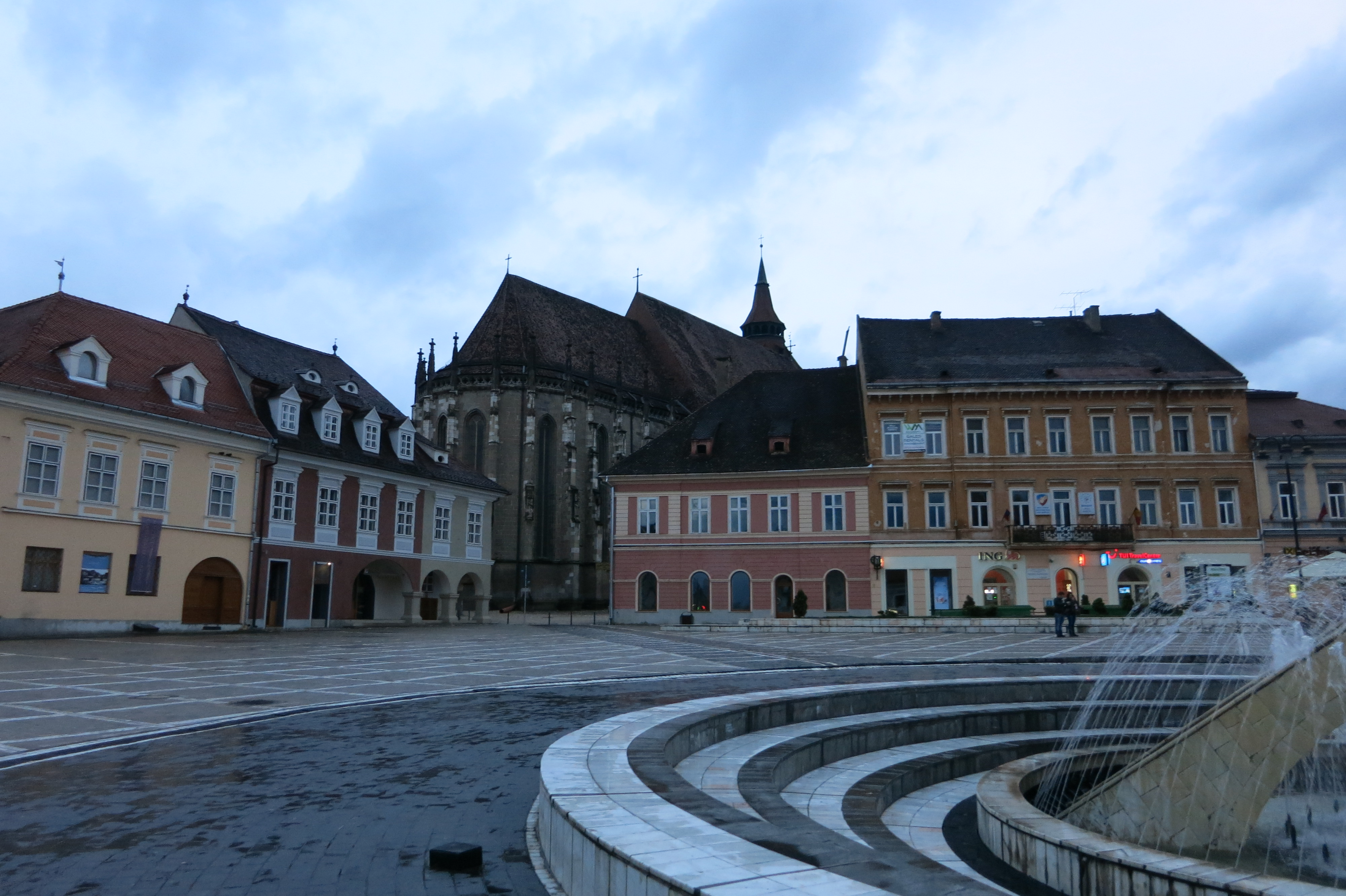
Casa Filstich-Plecker și Biserica Neagră
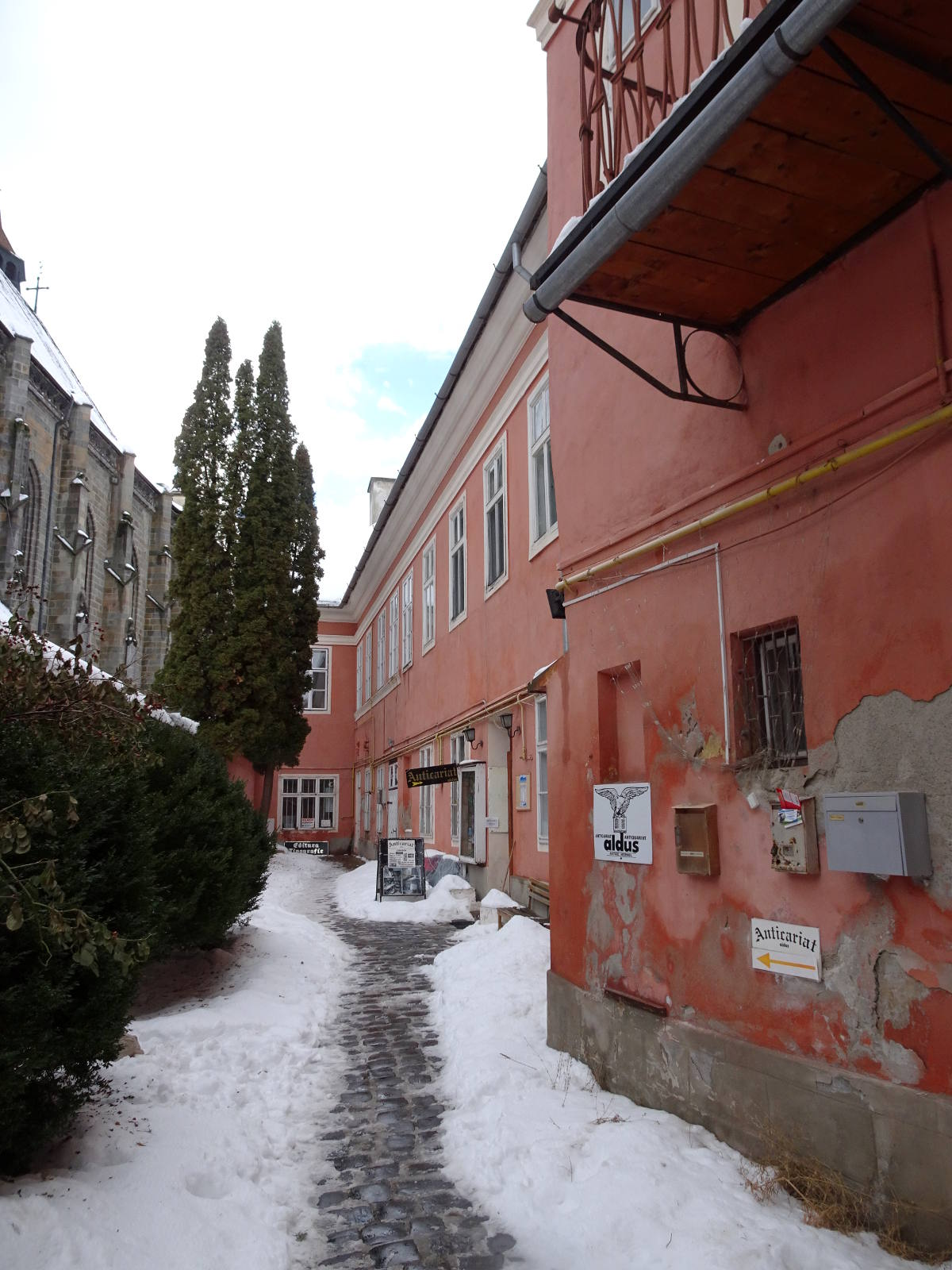
Casa Filstich - vedere laterală (curtea)